# Есин, Евгений Николаевич
Евгений Николаевич Есин (16 сентября 1958 — 22 октября 2023) — советский самбист, чемпион и призёр чемпионатов СССР, победитель Спартакиады народов СССР, обладатель Кубков СССР и мира, чемпион мира, Заслуженный мастер спорта СССР, тренер.
Воспитанник школы самбо города Кстово, тренировался у Николая Медведева. Несколько лет возглавлял городской комитет по физической культуре и спорту. Работал тренером. Одним из известных его воспитанников является чемпион России и Европы, призёр чемпионатов мира, Заслуженный мастер спорта  Александр Шаров.
Автор книги «Невидимое оружие».

## Спортивные результаты
- Борьба самбо на летней Спартакиаде народов СССР 1979 года — ;
- Чемпионат СССР по самбо 1980 года — ;
- Чемпионат СССР по самбо 1981 года — ;
- Чемпионат СССР по самбо 1982 года — ;
- Самбо на летней Спартакиаде народов СССР 1983 года — ;
- Чемпионат СССР по самбо 1984 года — ;
- Чемпионат СССР по самбо 1985 года — ;
- Чемпионат СССР по самбо 1986 года — ;
- Чемпионат СССР по самбо 1987 года — ;
- Чемпионат СССР по самбо 1988 года — ;
- Чемпионат СССР по самбо 1989 года — .